# Top-posting
El top-posting es la convención de responder correos electrónicos u otros mensajes encima del mensaje original. 
Es considerado indeseable en muchas definiciones de la netiqueta, ya que se considera que interrumpe el curso natural de la discusión, tal y como se muestra en el siguiente ejemplo:
```
Porque así se facilita el seguimiento del tema tratado.
> ¿Por qué?
> > Es preferible escribir debajo del párrafo al que se responde.
> > > ¿Entonces qué se hace?
> > > > No.
> > > > > ¿Es bueno hacer "top-posting"?
```

El orden correcto en esta discusión, siempre según sus detractores, sería:
```
> > > > > ¿Es bueno hacer "top-posting"?
> > > > No.
> > > ¿Entonces qué se hace?
> > Es preferible escribir debajo del párrafo al que se responde.
> ¿Por qué?
Porque así se facilita el seguimiento del tema tratado.
```

Sin embargo, es un modo válido de conversación, en aquellos ámbitos donde la convención es adoptada, dado que quien lee no espera el flujo inverso de la información.
Muchos usuarios realizan top-posting debido a la configuración predeterminada de sus clientes de correo, como por el hecho de que la información nueva es visible sin necesidad de visualizar el mensaje completo.  Esto ha traído como consecuencia que en forma global muchos usuarios hayan adoptado esta convención de respuesta como natural, y hoy sea una de las más usadas por los usuarios comunes.
El Top-Posting es una convención, del mismo modo que el Bottom-posting o el Interleaved-Posting (respuesta entre líneas).  Si bien el usuario precavido es capaz de detectar la convención bajo la cual un hilo es respondido, la adopción de una convención en forma explícita es recomendable.
Para muchos usuarios y en determinados círculos, el Top-Posting no es una simple convención alternativa sino que es un modo erróneo o inadecuado de responder. Sin embargo es un punto en el que actualmente no existe un acuerdo, como lo atestigua el historial de este mismo artículo.
En general, en las listas de correo, en los grupos de noticias y en los foros se debe, por convención explícita o costumbre heredada, evitar el Top-posting. Se considera preferible, y en algunos casos obligatorio responder entre líneas una a una las preguntas o comentarios, o bien, debajo del texto referido, tal como se hace en el ejemplo de arriba.
Esto es consecuencia tanto de las costumbres heredadas de usuarios de antiguos clientes de correo como de las normas establecidas para la escritura de la mayoría de las lenguas occidentales, incluida la lengua española[cita requerida].   
- Datos: Q2296103